# Abd al-Kadir Badżammal
Abd al-Kader Badżammal (arab. ‏عبد القادر باجمال‎; ur. 18 lutego 1946 w Sanie, zm. 7 września 2020 w Dubaju) – jemeński polityk, od 31 marca 2001 do 7 kwietnia 2007 premier Jemenu.

## Życiorys
Urodził się w 1946 roku w Sanie, aczkolwiek jego rodzina pochodziła z muhafazu Hadramaut. W 1974 roku ukończył studia licencjackie na Wydziale Handlu Uniwersytetu w Kairze.

### Działalność polityczna
W młodości działał w Jemeńskiej Partii Socjalistycznej. W latach 1998–2001 pełnił funkcję ministra spraw zagranicznych, 31 marca 2001 zastąpił Abd al-Karima al-Irjaniego na stanowisku szefa rządu. 31 marca 2007 złożył rezygnację na ręce prezydenta Alego Abd Allaha Saliha, nowy gabinet został zaprzysiężony 7 kwietnia 2007.